# Flavi Avià
Flavi Avià (en llatí Flavius Avianus) va ser un poeta romà autor de 42 faules en vers elegíac, inspirades en Fedre i dedicades a un tal Teodor, a qui es dirigeix com a home de gran cultura.
El seu nom es menciona com Avianus, Anianus, Abianus, Abienus i Avienus. Gerardus Joannes Vossius l'identifica amb Ruf Fest Aviè (Rufus Festus Avienus), però és insegur. No es coneixen fets de la seva vida i no s'ha pogut establir la seva època. S'han fet teories sobre la seva ubicació al segle ii, III o IV, encara que els erudits consideren més probable el segle iv. Les seves obres van tenir una gran difusió durant l'edat mitjana, perquè no contenen paraules indecents com el seu model.